# Michaił Litwin (lekkoatleta)
Michaił Siergiejewicz Litwin (ros. Михаил Сергеевич Литвин; ur. 5 stycznia 1996 w Pietropawłowsku) – kazachski lekkoatleta, sprinter, medalista mistrzostw Azji, medalista igrzysk azjatyckich, medalista uniwersjady, uczestnik igrzysk olimpijskich w Tokio.

## Przebieg kariery
W 2013 brał udział w mistrzostwach świata juniorów młodszych rozgrywanych w Doniecku, ale nie zdobył tam żadnego medalu. Rok później wziął udział w lekkoatletycznych mistrzostwach Azji juniorów, na których m.in. zajął 4. pozycję w biegu na 400 m. Uczestniczył również w mistrzostwach świata juniorów w Eugene, jednak w konkurencji biegu na 400 m został zdyskwalifikowany w fazie eliminacji.
W 2016 otrzymał brązowy medal halowych mistrzostw Azji w biegu na 400 m. Otrzymał też brązowy medal halowych igrzysk azjatyckich w tej samej konkurencji, którego zawody rozgrywano w Aszchabadzie. W 2018 roku został halowym wicemistrzem Azji w sztafecie 4 × 400 m, a także zdobywcą srebrnego medalu igrzysk azjatyckich w sztafecie mieszanej 4 × 400 m. Uczestniczył w halowych mistrzostwach świata w Birmingham, w ramach których wystąpił w konkurencji biegu na 400 m – w półfinale zajął 4. pozycję, która nie dała mu awansu do fazy finałowej.
W 2019 został wicemistrzem Azji w biegu na 400 m, ponadto zdobył na uniwersjadzie w Neapolu srebrny medal w tej samej konkurencji. Brał udział w mistrzostwach świata w Dosze, na których startował w konkurencji biegu na 400 m. Odpadł on w eliminacjach, w tej fazie zajął 5. pozycję z czasem 46,28.
Uczestniczył w igrzyskach olimpijskich w Tokio. W ich ramach brał udział w konkurencji biegu na 400 m. Odpadł w fazie eliminacji, gdzie zajął 7. pozycję z rezultatem czasowym 47,15.
W swej karierze wywalczył cztery tytuły mistrza kraju (w latach 2015-2019) oraz pięć tytułów halowego mistrza kraju (w latach 2018-2022).

## Osiągnięcia
| Rok     | Zawody                      | Miasto     | Miejsce | Konkurencja                 | Wynik   |
| ------- | --------------------------- | ---------- | ------- | --------------------------- | ------- |
| 2014    | Mistrzostwa Azji juniorów   | Tajpej     | 4.      | bieg na 400 m               | 47,69   |
| 2014    | Mistrzostwa Azji juniorów   | Tajpej     | 8.      | sztafeta 4 × 400 m          | 3:16,02 |
| 2014    | Mistrzostwa świata juniorów | Eugene     | DSQ H   | bieg na 400 m               | N/A     |
| 2015    | Mistrzostwa Azji            | Wuhan      | 3. H    | bieg na 400 m               | 47,18   |
| 2015    | Uniwersjada                 | Gwangju    | 4. H    | sztafeta 4 × 400 m          | 3:13,59 |
| 2016    | Halowe mistrzostwa Azji     | Doha       | 3.      | bieg na 400 m               | 46,80   |
| 2017    | Uniwersjada                 | Tajpej     | 7.      | bieg na 400 m               | 46,93   |
| 2017    | Uniwersjada                 | Tajpej     | 4. H    | sztafeta 4 × 400 m          | 3:09,97 |
| 2017    | Halowe igrzyska azjatyckie  | Aszchabad  | 3.      | bieg na 400 m               | 46,51   |
| 2017    | Halowe igrzyska azjatyckie  | Aszchabad  | DNF H   | sztafeta 4 × 400 m          | N/A     |
| 2018    | Halowe mistrzostwa Azji     | Teheran    | 4.      | bieg na 400 m               | 47,51   |
| 2018    | Halowe mistrzostwa Azji     | Teheran    | 2.      | sztafeta 4 × 400 m          | 3:11,68 |
| 2018    | Halowe mistrzostwa świata   | Birmingham | 4. SF   | bieg na 400 m               | 47,94   |
| 2018    | Igrzyska azjatyckie         | Dżakarta   | 6.      | bieg na 400 m               | 46,17   |
| 2018    | Igrzyska azjatyckie         | Dżakarta   | 2.      | sztafeta mieszana 4 × 400 m | 3:19,52 |
| 2019    | Mistrzostwa Azji            | Doha       | 3.      | bieg na 400 m               | 45,25   |
| 2019    | Mistrzostwa Azji            | Doha       | 4.      | sztafeta mieszana 4 × 400 m | 3:20,73 |
| 2019    | Uniwersjada                 | Neapol     | 2.      | bieg na 400 m               | 45,77   |
| 2019    | Uniwersjada                 | Neapol     | 8.      | sztafeta 4 × 400 m          | 3:07,66 |
| 2019    | Mistrzostwa świata          | Doha       | 5. H    | bieg na 400 m               | 46,28   |
| 2021    | Letnie igrzyska olimpijskie | Tokio      | 7. H    | bieg na 400 m               | 47,15   |
| 2022    | Halowe mistrzostwa świata   | Belgrad    | 5. SF   | bieg na 400 m               | 46,89   |
| 2022    | Mistrzostwa świata          | Eugene     | 7. SF   | bieg na 400 m               | 45,63   |
| 2023    | Halowe mistrzostwa Azji     | Astana     | 2.      | bieg na 400 m               | 46,39   |
| Źródło: |                             |            |         |                             |         |

## Rekordy życiowe
(stan na 15 marca 2022)
- bieg na 200 m – 20,88 (26 maja 2019, Ałmaty)
- bieg na 400 m – 45,25 (22 kwietnia 2019, Doha)
- sztafeta 4 × 400 m – 3:07,66 (13 lipca 2019, Neapol)

Halowe
- bieg na 400 m – 46,26 (19 stycznia 2019, Ust-Kamienogorsk)
- sztafeta 4 × 400 m – 3:11,68 (3 lutego 2018, Teheran)

Źródło: 